# Bessières
Bessières (em occitano:  Becièras) é uma comuna francesa na região administrativa da Occitânia, no departamento do Alto Garona. Estende-se por uma área de 16.68 km², com 4.100 habitantes, segundo o censo de 2018, com uma densidade de 250 hab/km².